# Monte Hillaby
El Monte Hillaby está situado en el centro de la isla de Barbados que, con sus 340 metros de altura (1.115 pies), representa el punto más alto de toda la isla. Está situado en la parroquia de San Andrés (parish of Saint Andrew). Inmediatamente en la zona conocida como el Distrito Escocia, al norte y al este incluye sedimentos geológicamente antiguos que son propensos a la erosión.